# Tractat de Rapallo (1920)
El Tractat de Rapallo del 1920 va ser un acord signat entre el Regne d'Itàlia i el nou Regne dels Serbis, Croats i Eslovens (a partir del 1929 ja amb el nom de Iugoslàvia) que va fixar les fronteres entre ambdós Estats. El Tractat se signà a la vila del mateix nom situada prop de Gènova.

## Antecedents
El 15 d'abril de 1915, els aliats de la Triple Entesa, aleshores en guerra amb les Potències Centrals, van signar el Tractat de Londres, de caràcter secret, pel qual es comprometien a lliurar amplis territoris austrohongaresos. Abans de l'esclat del conflicte, aquests territoris ja estaven poblats majoritàriament per italians convivint amb eslaus.
Després del final de la Primera Guerra Mundial, els representants italians a la Conferència de Pau de París van exigir el compliment del Tractat del 1915 pel qual Itàlia entrava  a la Gran Guerra a canvi de la cessió de la ciutat de Fiume, la península d'Ístria i la Dalmàcia, aleshores sota domini de l'Imperi Austrohongarès, cosa que no els havia estat concedida. Els representants del nou Estat iugoslau, creat oficialment l'1 de desembre de 1918, es van negar a admetre les exigències territorials italianes, tenint al seu favor la simpatia nord-americana i en menor mesura, intermitentment, la de britànics i francesos.

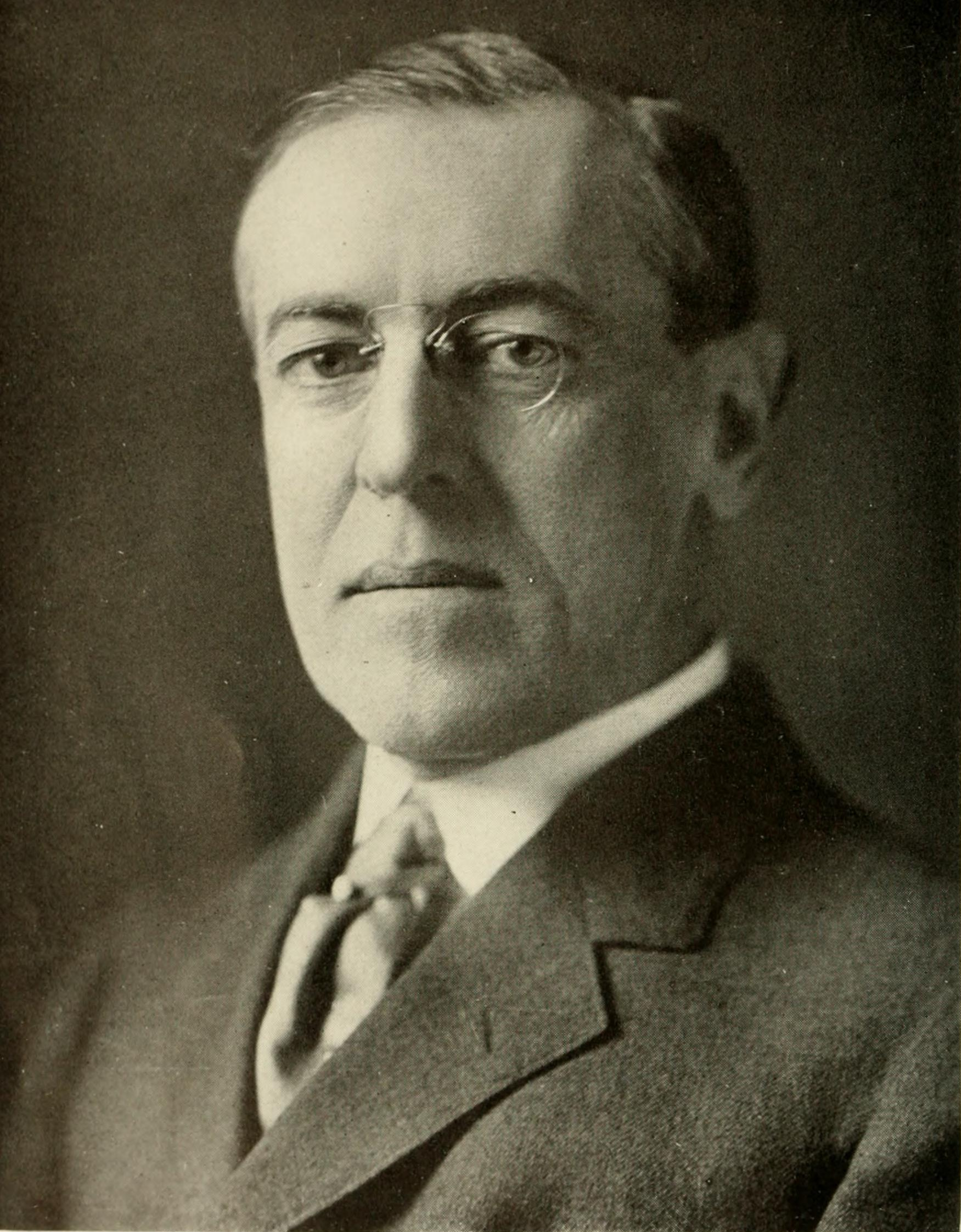
El president nord-americà Woodrow Wilson, principal aliat dels iugoslaus a les negociacions de pau. Tot i això, els perjudicà la seva absència a la fase final de les negociacions.

El president nord-americà Woodrow Wilson es va oposar al reconeixement de l'esmentat Tractat del 1915, que el seu país no havia signat, per contravenir el punt novè dels seus Catorze Punts (el traçat de la nova frontera italiana d'acord amb la nacionalitat dels habitants).. Durant la conferència de pau, es van succeir les propostes i contrapropostes entre les dues delegacions i les grans potències, sense arribar a cap acord. Entre elles, el president nord-americà va presentar el que es va conèixer com a «línia Wilson» el 26 d'abril de 1919, basada en estudis dels experts dels EE. UU. Aquesta seguia la frontera traçada pel Tractat de Londres fins a un punt entre Tolmino i Cercina, seguint llavors cap al sud fins a la desembocadura del Arsa, deixant Fiume en poder dels iugoslaus.
El 9 de desembre de 1919, sense cap acord entre italians i iugoslaus, els Quatre Grans van modificar aquesta línia per afavorir a Itàlia, concedint-li part costanera de la badia de Kvarner (en italià: Quarnero)? i proposant la independència de Fiume sota la protecció de la Societat de Nacions.
Davant la falta d'acord, al gener els italians, anglesos i francesos van proposar als iugoslaus una nova frontera, més favorable a Itàlia, que obtenia la costa fins a Fiume i a més territori de la regió d'Ístria. El president Wilson es va oposar a la proposta de les potències europees. Va declarar al mateix temps que seria contrari a qualsevol acord al que poguessin arribar les dues parts enfrontades en negociacions bilaterals, la qual cosa va portar a la celebració d'aquestes. Els iugoslaus, amb l'absència dels nord-americans, embardissats en problemes interns, i el desig de francesos i britànics de resoldre tan aviat com fos el debat, es trobaven en una posició de desavantatge davant els italians. Tot i això, ells també desitjaven resoldre de manera ràpida ven també definir al més aviat possible la frontera i acabar el seu enfrontament amb els iugoslaus. Havent evacuat la Dalmàcia i abandonat les seves exigències sobre Albània, es van presentar davant britànics i francesos com a moderats que només demanaven una frontera de fàcil defensa i certes compensacions que calmessin els nacionalistes.

## Negociació i signatura

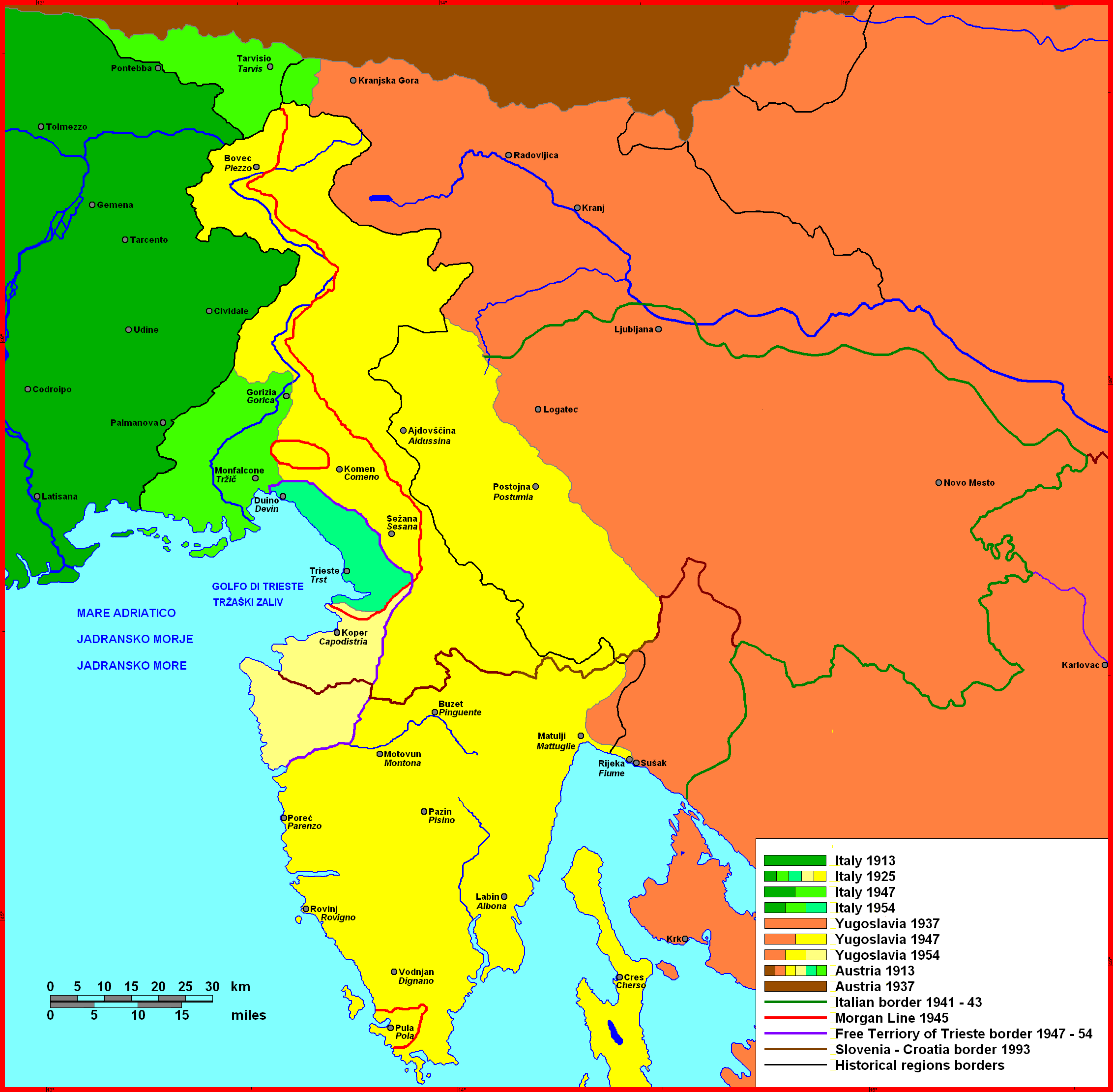
Frontera a la regió d'Ístria. El traçat final era desfavorable als iugoslaus tant lingüísticament com militarment.

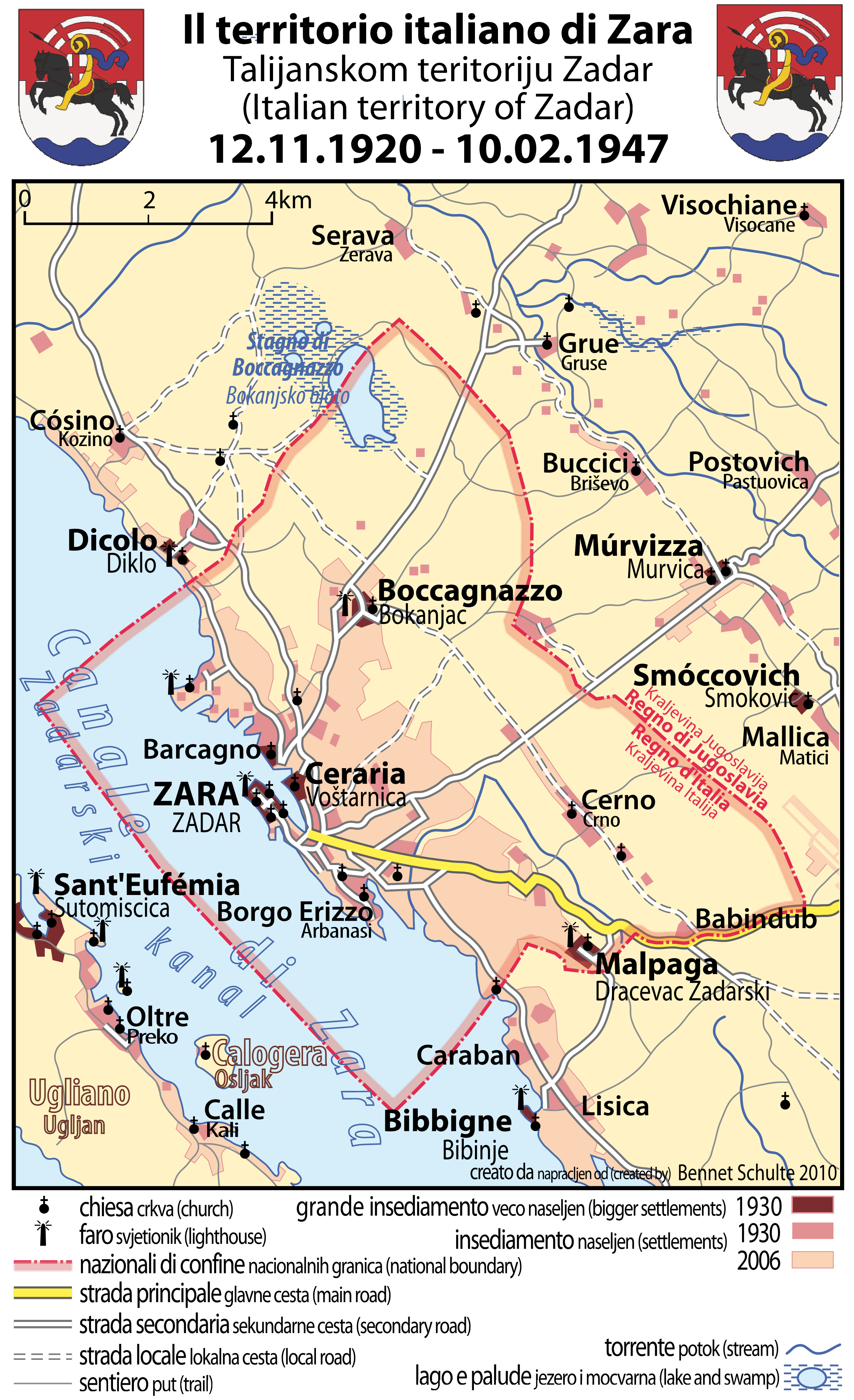
Frontera a Zadar. La ciutat era un enclavament de 7 km. de longitud envoltat per territori iugoslau a Dalmàcia.

Els iugoslaus es van preparar a l'octubre per rebre la invitació italiana per enviar delegats per a la negociació final que es devia dur a terme a Rapallo per evitar publicitat incòmoda per a aquells, que haurien de fer sacrificis territorials que serien vists amb mals ulls al seu país (les propostes incloïen la cessió de territoris poblats majoritàriament per eslovens a Itàlia).
Després de diversos retards, el 8 de novembre de 1920 la delegació iugoslava ja era a Rapallo llesta per tal de reiniciar les converses amb els italians. Al primer dia no van haver-hi avanços, presentant cada delegació la seva postura i alhora rebutjant la de l'altra part. El dia 9 tampoc van haver-hi avanços. A l'endemà, el dia 10, davant la impossibilitat d'aconseguir millors condicions per part dels italians, els iugoslaus van decidir cedir per tal d'evitar la ruptura de les negociacions. Davant la derrota electoral de Wilson als Estats Units i el suport franco-britànic als italians, els delegats iugoslaus no van veure una altra sortida. Sabien a més que el Govern italià estava disposat a aplicar unilateralment les disposicions del Tractat de Londres si no s'arribava a cap acord.
Finalment, el tractat fou signat per tots dos països a la petita vila de Rapallo, a la costa de la Ligúria, el 12 de novembre de 1920. La redacció final reflectia les exigències italianes a la zona nord mentre concedia la majoria del sud als iugoslaus. Pel Nord, la frontera s'assemblava al que s'establia en el Tractat de Londres, sent més favorable als italians que la proposta d'Itàlia, França i Gran Bretanya de gener de 1920, a la qual Wilson s'hi havia oposat a la fi de febrer. La nova frontera privava als iugoslaus de part del ferrocarril que unia Fiume, port natural de la regió, amb Ljubljana. Per motius estratègics, zones poblades uniformement per eslovens van passar a formar part d'Itàlia. Aquesta cessió es va entendre com una compensació a Itàlia per renunciar a les seves aspiracions respecte a Fiume i Dalmacia. Els italians, a part del tractat, van cedir el port de Baros a Šošak, als afores de Fiume, als iugoslaus.
Pel que fa a Fiume, tots dos Estats es van comprometre a reconèixer la seva independència perpètuament. A propòsit de la Dalmàcia, el regne iugoslau va rebre la major part del territori, a excepció de la ciutat de Zara (en croata, Zadar) i els seus voltants, i les illes de Lagosta (en croat, Lastovo); Cherso (en croata Cres); Lusin en croata Lošinj) i Pelagosa (en croata, Palagruža), que s'incorporaven a Itàlia.
Itàlia reconeixia la integritat territorial del nou regne iugoslau, abandonant el seu reconeixement de l'antic Regne de Montenegro.
A més de les clàusules territorials, el tractat incloïa la protecció dels interessos econòmics italians a la Dalmàcia i la possibilitat que els italoparlantes optessin per la nacionalitat italiana sense necessitat d'abandonar el territori iugoslau, opció que els eslaus en territori italià no van rebre.

## Conseqüències
La ratificació del tractat pels dos països fou ràpida. Tot seguit els italians van retornar els últims presoners de guerra eslaus al nou país.
El pacte, que va definir l'última frontera iugoslava que quedava per traçar, va suposar un glop amarg per al nou país i el començament d'un moviment irredentista que va perpetuar la tensió amb Itàlia. El 1924, després de l'ascens a poder de Benito Mussolini a Itàlia a l'octubre de 1922, Fiume va ser annexionada al Regne d'Itàlia amb l'aquiescència dels iugoslaus d'acord amb el Tractat de Roma de gener d'aquell any.